# Les Mots bleus (chanson)
Pour les articles homonymes, voir Les Mots bleus.
Singles de Christophe
Señorita
(1974) Petite Fille du soleil
(1975)
Les Mots bleus est une chanson de Christophe sur des paroles de Jean-Michel Jarre, parue initialement sur l'album Les Mots bleus en 1974 et sortie comme deuxième 45 tours de l'album la même année. Elle a fait l'objet de nombreuses reprises.

## Genèse et développement
Parue un an après Les Paradis perdus, Les Mots bleus est la seconde collaboration entre le chanteur et Jean-Michel Jarre, qui a écrit les paroles. Il est connu comme parolier à l'époque grâce au précédent opus. La musique est de Christophe ; elle lui a été inspirée par un son, celui de l'orgue Eminent 310 Unique, qu'on peut entendre notamment au début du morceau.

## Thème des paroles
La chanson Les Mots bleus est sur le thème de la timidité, de la difficulté d'exprimer des sentiments amoureux, : « parler me semble ridicule », ou encore « Il faudrait que je lui parle à tout prix ».

## Accueil commercial
Il s’est vendu plus de 200 000 exemplaires de la chanson en France sous forme de disques 45 tours.

## Classements hebdomadaires
| Classement (1975)                       | Meilleure position |
| --------------------------------------- | ------------------ |
| Belgique (Wallonie Ultratop 50 Singles) | 7                  |
| France (IFOP)                           | 9                  |

| Classement (2009-16)                       | Meilleure position |
| ------------------------------------------ | ------------------ |
| Belgique (Wallonie Back Catalogue Singles) | 2                  |
| France (SNEP)                              | 80                 |

| Classement (2020)            | Meilleure position |
| ---------------------------- | ------------------ |
| France (SNEP)                | 12                 |
| Suisse (Schweizer Hitparade) | 64                 |

## Reprises
Les Mots bleus a été reprise par plusieurs artistes, notamment :
- Alain Bashung, sur l'album Urgence : 27 artistes pour la recherche contre le sida, 1992[1], puis sur l'album Climax[1], 1999 ;
- Frédéric Chateau, sur l'album Les Plus Belles Chansons françaises - 1975, 1996 ;
- Amina, sur l'album Anabi, 1999 ;
- Thierry Amiel, sur l'album Paradoxes, 2003 ;
- Julie Pietri, sur l'album Autour de minuit, 2008 ;
- Johan Papaconstantino, dans un single[11], 2019 ;
- Axel Bauer, en version live chez lui pendant le confinement (2020), avec un solo de guitare de près de cinq minutes. Il figure aussi en bonus sur le vinyle de l'album Radio Londres (2022)[12].
- Birdy, dans un single, 2021 ;
- Reuno (chanteur de Lofofora), dans un single en août 2021[13] ;
- Élodie Frégé et Cécile de Laurentis lors de l'émission La Boîte à secrets du 9 septembre 2021 ;
- Alain Bashung et Christophe l'ont également chantée en duo sur scène, notamment en juin 2005 en concert à la Cité de la Musique[1].
- Zaho de Sagazan l'a interprétée lors du concert de Jean-Michel Jarre au festival des Francofolies de La Rochelle le 14 juillet 2024[14].

## Dans la culture
Sauf indication contraire, les informations mentionnées dans cette section peuvent être confirmées par le générique de fin de l'œuvre audiovisuelle présentée ici, ainsi que par la base de données cinématographiques IMDb,  présente dans la section « Liens externes ».
- 2004 : Les Mots bleus d'Alain Corneau - musique additionnelle
- 2006 : Avril de Gérald Hustache-Mathieu - musique additionnelle
- 2009 : Mourir d'aimer, téléfilm de Josée Dayan - musique additionnelle
- 2009 : Gamines d'Éléonore Faucher - Les Mots bleus en version italienne
- 2016 : Je me tue à le dire de Xavier Seron - musique additionnelle
- 2018 : Capitaine Marleau, saison 3, épisode 1 - générique d'une émission de radio fictionnelle
- 2018 : Chien bleu de Fanny Liatard et Jeremy Trouilh - la chanson est l'une des inspirations du court métrage[15].